# Tandzsúr
Tandzsúr (Wylie: bstan 'gyur, angolos átírásban: Tangyur/Tanjur, „Lefordított tanítások”, vagy „Értekezések fordítása”) a tibeti buddhista kánon második része, amely elsősorban kiegészítéseket és megjegyzéseket(sásztrákat) tartalmaz az első részhez, a Kandzsúrhoz, amely történelmi Buddha tanításait foglalja egységbe.
Néhány rész az abhidharmára (filozófiai és pszichológiai vizsgálódások) és a vinájára (a gyülekezeti közösség viselkedési szabályai) vonatkozó kommentárokat tartalmaz, valamint a madhjamika és vidzsnanávada tanításokhoz tartalmaz kiegészítéseket, de nem minden esetben feleltethetők meg a Tandzsúr szövegei a Kandzsúr vonatkozó fejezeteinek.  Összességében  hiteles kiegészítésnek tartják, amelyek közül azonban néhány nem is buddhista jellegű. A vonatkozó fejezetek logikai, nyelvtani, lexikográfiai betéteket tartalmaznak, felölelik a  költészet és dráma, az orvostudomány, a kémia,  az asztrológia és a jóslás, a festészet és a szentek életrajzával kapcsolatos kérdéseket. A Tandzsur ezen részeinek beemelése a tibeti kánonba abból a szempontból indokolt, hogy ezek a tudományos segédanyagok  a vallás teljesebb, gyakorlati  megértését segíthetik.

## Tartalma
Az úgynevezett Peking-féle kiadás alapján részei: 
- Szútrák ("A dicséret himnusza"): 1 kötet; 64 szöveg.
- Kommentárok a tantrához: 86 kötet; 3055 szöveg.
- Kommentárok a szútrákhoz; 137 kötet; 567 szöveg.

Kötetei:
1. Pradzsnaparamita kommentárok, 16 kötet
2. Mádhjamika tanítások, 29 kötet
3. Jógacsara tanítások, 29 kötet
4. Abhidharma, 8 kötet
5. Vegyes szövegek, 4 kötet
6. Vinája kommentárok, 16 kötet
7. Mesék és drámák, 4 kötet
8. Technikai értekezések, 43 kötet